# Фінчлі-роуд (станція метро)

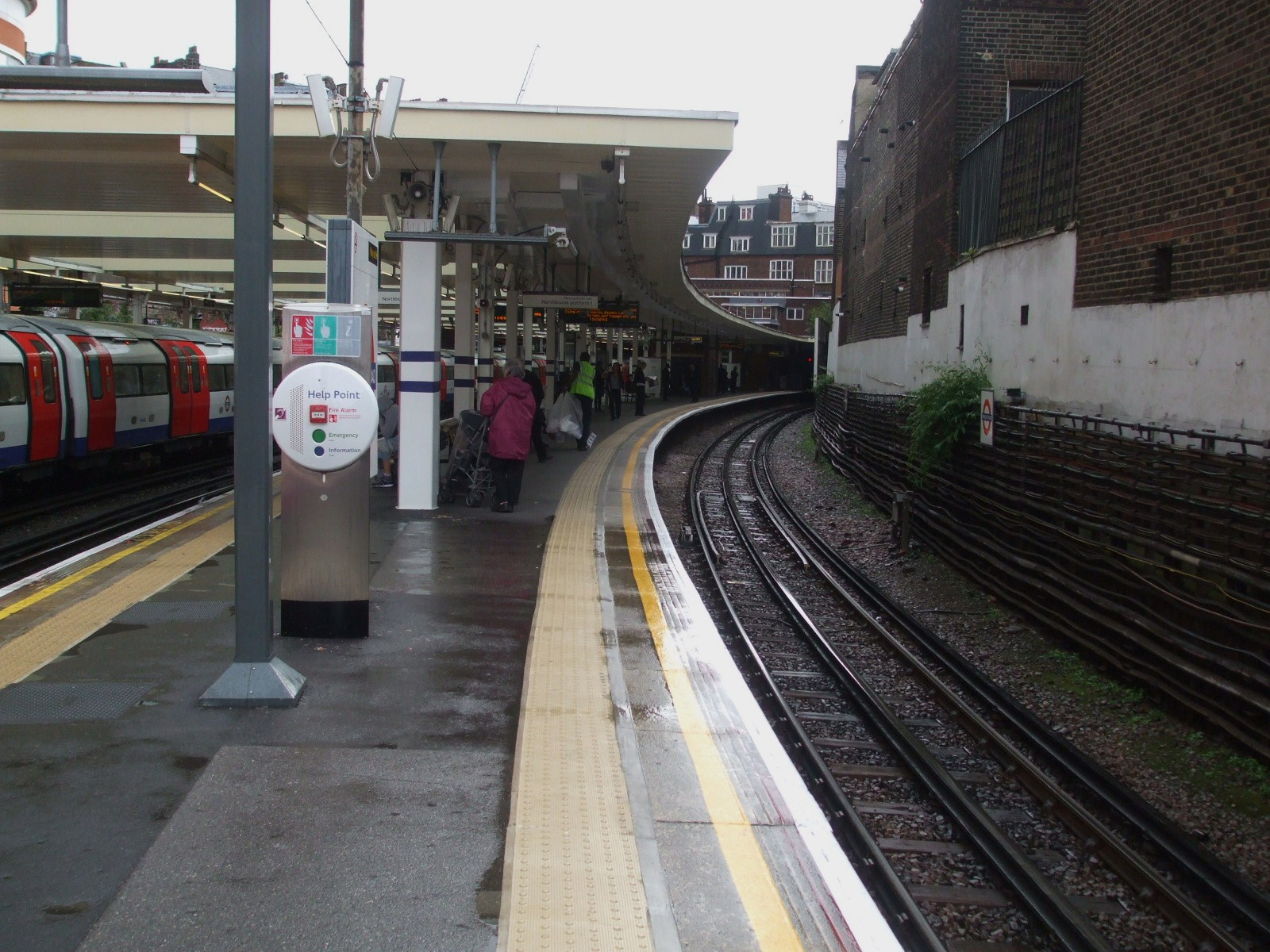
Платформа метростанції Фінчлі-роуд

51°32′50″ пн. ш. 0°10′49″ зх. д. / 51.5472° пн. ш. 0.18027° зх. д.
Фінчлі-роуд (англ. Finchley Road) — станція Лондонського метро, розташована під рогом Фінчлі-роуд та Кенфілдс-гарденс, у боро Кемден, Північний Лондон, на лінії Джубилі між станціями Вест-Гемстед та Свісс-коттедж на лінії Метрополітен — Бейкер-стріт та Вемблі-парк. Станція розташована у 2-й тарифній зоні. Пасажирообіг на 2017 рік — 9.63 млн осіб.

## Історія
- 30. червня 1879 — відкриття станції у складі Metropolitan Railway (сьогоденна Лінія Метрополітен)[3]
- 20. листопада 1939 — відкриття платформ лінії Бейкерлоо
- 1. серпня 1941 — закриття вантажної станції[4]
- 1. травня 1979 — припинення трафіку лінії Бейкерлоо, початок трафіку лінії Джубилі[5]

## Пересадки
- на автобуси оператора London Buses маршрутів: 13, 113, 187, 268, C11 та нічний маршрут N113
- у кроковій досяжності знаходяться станція Фінчлі-роуд-енд-Фрогнал Північно-Лондонської лінії London Overground